# Drzewiak czarnostopy
Drzewiak czarnostopy (Dendrolagus bennettianus) – gatunek ssaka z podrodziny kangurów (Macropodinae) w obrębie rodziny kangurowatych (Macropodidae). 

## Taksonomia
Gatunek po raz pierwszy zgodnie z zasadami nazewnictwa binominalnego opisał w 1887 roku brytyjski zoolog Charles Walter De Vis nadając mu nazwę Dendrolagus Bennettianus (De Vis użył tej nazwy już w 1886 roku, nie podał jednak definicji taksonu i dlatego stanowi ona nomen nudum). Miejsce typowe to rzeka Daintree, Queensland, w Australia. Holotyp to skóra o sygnaturze QM J307 z kolekcji Muzeum Queenslandu.
Badania oparte na danych genetycznych umiejscawiają D. bennettianus jako takson siostrzany w stosunku do D. lumholtzi i razem tworzą klad, który jest grupą siostrzaną dla reszty gatunków z rodzaju Dendrolagus. 
Autorzy Illustrated Checklist of the Mammals of the World uznają ten gatunek za monotypowy.

### Etymologia
- Dendrolagus: gr. δενδρον dendron „drzewo”; λαγως lagōs „zając”[11].
- bennettianus: George Bennett (1804–1893), brytyjski chirurg, botanik i zoolog[12].

## Zasięg występowania
Drzewiak czarnostopy występuje w północno-wschodnim Queenslandzie od rzeki Daintree na północ poza Cooktown i na zachód do Mount Windsor Tableland.

## Morfologia
Jest największym nadrzewnym torbaczem Australii. Długość ciała (bez ogona) samic 54–70,5 cm, samców 72–74,8 cm, długość ogona samic 63,1–83 cm, samców 82–84,5 cm; masa ciała samic 6,3–10,6 kg, samców 11,5–13,4 kg. Wierzch ciała ciemnobrązowy; podbródek, gardło i spód ciała jaśniej ubarwione. Stopy są czarne. Czoło szarawe, ponadto na pysku, ramionach, szyi i z tyłu głowy występuje rdzawe zabarwienie. U nasady ogona znajduje się czarna plama, która od strony spodniej ma odcień jaśniejszy.

## Ekologia

### Środowisko życia
Zamieszkuje wyżynne lasy deszczowe oraz lasy nadbrzeżne.

### Tryb życia
Drzewiaki Bennetta prowadzą nocny tryb życia. Po drzewach poruszają się bardzo zwinnie, są zdolne skoczyć na odległość 9 metrów, by dostać się na gałąź sąsiedniego drzewa. Swego długiego ogona używają jako narządu równowagi podczas poruszania się między gałęziami drzew. Na ziemi poruszają się skacząc z ciałem pochylonym do przodu i ogonem podwiniętym do góry. 
Jako jedne z niewielu wyraźnie terytorialnych kangurów, dorosłe samce utrzymują terytoria o powierzchni do 25 hektarów, które pokrywają się z terytoriami kilku samic. Praktycznie wszystkie dorosłe samce noszą na swych ciałach blizny po licznych sporach o terytoria, niektórym nawet brakuje uszu. Obszary zajmowane przez dorosłe samice nie pokrywają się. Pojedynczej samicy towarzyszą jedynie młode lub dorosły samiec.
Drzewiaki spędzają dzień wysoko w gałęziach drzew, które opuszczają w nocy, gdy udają się na żer.
Odżywiają się liśćmi drzew z rodzajów Ganophyllum, Aidia i Schefflera oraz opadłymi owocami.
Samica rodzi co roku jedno młode, które jest z nią przez okres 2 lat, w tym pierwsze 9 miesięcy spędza w torbie matki. Dorosłe samce nie zajmują się potomstwem; jednak zaobserwowano samce towarzyszące młodym, które straciły matki. Drzewiaki są zdolne do reprodukcji przez okres około 20 lat.

## Zagrożenia i ochrona
W Czerwonej księdze gatunków zagrożonych Międzynarodowej Unii Ochrony Przyrody i Jej Zasobów został zaliczony do kategorii NT (ang. near threatened ‘bliski zagrożenia’). W przeszłości zagrożeniem dla tego gatunku były polowania rdzennych mieszkańców Australii. Obecnie zagrożeniami dla tego ssaka są niszczenie ich siedlisk.